# شارلوت مور سیتیلی
شارلوت مور سیتیلی (انگلیسی: Charlotte Moore Sitterly؛ ۲۴ سپتامبر ۱۸۹۸ – ۳ مارس ۱۹۹۰) یک دانشمند در زمینه اخترشناسی اهل ایالات متحده آمریکا بود.